# Euxoa perpolita
Euxoa perpolita là một loài bướm đêm trong họ Noctuidae.